# Bert Kaempfert
Bert Kaempfert (ur. 16 października 1923, Hamburg, zm. 21 czerwca 1980, Majorka) – był niemieckim kompozytorem, aranżerem i kierownikiem orkiestry.
Urodził się jako Berthold Kämpfert. Muzyką interesował się już w dzieciństwie; grał na fortepianie, klarnecie, saksofonie altowym i akordeonie. Studiował w konserwatorium w Hamburgu i jednocześnie próbował swych sił jako dyrygent. Zadebiutował w czasie drugiej wojny światowej prowadząc w okupowanym przez Niemców Wolnym Mieście Gdańsku orkiestrę Hansa Buscha. Później założył własną orkiestrę.
W 1959 roku zadebiutował jako aranżer piosenką Die Gitarre und das Meer w wykonaniu Fredy’ego Quinna.
W 1960 roku zadebiutował jako kompozytor pisząc ścieżkę dźwiękową do amerykańskiego filmu 90 Minutes to Midnight.
W 1966 roku Bert Kaempfert skomponował jeden ze swoich najbardziej znanych przebojów, „Strangers in the Night”, przeznaczony dla Franka Sinatry.
Piosenki Berta Kaempferta znalazły się w repertuarze takich wykonawców jak: Dionne Warwick, Engelbert Humperdinck, Bette Midler czy Ornella Vanoni.
Jako kompozytor, aranżer i producent Bert Kaempfert odcisnął trwały ślad na dokonaniach wielu innych wykonawców z lat 50. i 60. XX wieku; wiele też koncertował z własną orkiestrą.
Zmarł podczas wakacji na Majorce 21 czerwca 1980 roku.
15 stycznia 1981 roku prochy artysty zostały, zgodnie z jego ostatnią wolą, rozrzucone na wodzie w Parku Narodowym Everglades na Florydzie.